# Ta' Sannat
Pour les articles homonymes, voir Sannat.
Ta' Sannat est une localités de Malte, sur l'île de Gozo, avec une population de 2 117 habitants (mars 2014). Ta' Sannat se trouve au sud de Gozo, populaire pour ses très hautes falaises, ses anciennes ornières de charrettes, ses temples et ses et dolmens, ainsi que sa riche faune et flore. 
En 1951, la duchesse d'Édimbourg (qui habitait à l'époque Malte où le navire de son époux, officier de marine, était basé et l'année suivante deviendra la reine Élisabeth II du Royaume-Uni) a visité une maison appelée « The Lace House » située sur une petite place de Ta' Sannat appelée « Pjazza Tax-Xelina ».

## Géographie
|        | Xewkija          |             |
| Munxar | Ta'Sannat        | Għajnsielem |
|        | Mer Méditerranée |             |

## Jumelages
- Le Fousseret (France)

- Pisoniano (Italie)